# Guillaume Jaques ten Brummeler
Guillaume Jaques ten Brummeler (Gouda, 8 april 1792 - aldaar, 14 december 1860) was een Nederlandse notaris en burgemeester.

## Leven en werk
Ten Brummeler werd in 1792 in Gouda geboren als zoon van de vlasfabrikant Gerard ten Brummeler en van Elisabeth Johanna Andriesse. Ten Brummeler begon als makelaar te Gouda, maar werd bij Koninklijk Besluit d.d. 21 mei 1819 aldaar benoemd tot notaris en op 14 juni 1819 beëdigd. Hij werd in 1826 burgemeester van Gouderak, een ambachtsheerlijkheid van de stad Gouda. Gouda had tot 1848 zeggenschap over de burgemeestersbenoeming in Gouderak. Op 9 juli 1835 werd Ten Brummeler ook bij Koninklijk Besluit benoemd tot polderschout van Gouderak. Hij woonde op de Westhaven te Gouda. Op 5 april 1842 legde hij de eerste steen van het nieuwe gemeentehuis van Gouderak.
Ten Brummeler trouwde op 18 november 1819 te Middelharnis met Sara Cornelia Kolff, dochter van de baljuw, schout en burgemeester van Middelharnis Lambertus Kolff. Ten Brummeler overleed in december 1860 op 68-jarige leeftijd in zijn woonplaats Gouda. Hij is begraven op de Oude Begraafplaats Gouda.